# Laniarius funebris
Bubu-fúnebre ou picanço-fúnebre (Laniarius funebris) é uma espécie de ave da família Malaconotidae.
Pode ser encontrada nos seguintes países: Etiópia, Quénia, Ruanda, Somália, Sudão, Tanzânia e Uganda.
Os seus habitats naturais são: florestas secas tropicais ou subtropicais , savanas áridas, matagal árido tropical ou subtropical e matagal húmido tropical ou subtropical.